# 1589
Portal Geschichte | Portal Biografien | Aktuelle Ereignisse | Jahreskalender | Tagesartikel

◄ |
15. Jahrhundert |
16. Jahrhundert
| 17. Jahrhundert | ►

◄ |
1550er |
1560er |
1570er |
1580er
| 1590er | 1600er | 1610er | ►

◄◄ |
◄ |
1585 |
1586 |
1587 |
1588 |
1589
| 1590 | 1591 | 1592 | 1593 | ► | ►►
Staatsoberhäupter  · Nekrolog   · Musikjahr
| Januar | Januar | Januar | Januar | Januar | Januar | Januar | Januar |
| Kw     | Mo     | Di     | Mi     | Do     | Fr     | Sa     | So     |
| ------ | ------ | ------ | ------ | ------ | ------ | ------ | ------ |
| 52     |        |        |        |        |        |        | 1      |
| 1      | 2      | 3      | 4      | 5      | 6      | 7      | 8      |
| 2      | 9      | 10     | 11     | 12     | 13     | 14     | 15     |
| 3      | 16     | 17     | 18     | 19     | 20     | 21     | 22     |
| 4      | 23     | 24     | 25     | 26     | 27     | 28     | 29     |
| 5      | 30     | 31     |        |        |        |        |        |

| Februar | Februar | Februar | Februar | Februar | Februar | Februar | Februar |
| Kw      | Mo      | Di      | Mi      | Do      | Fr      | Sa      | So      |
| ------- | ------- | ------- | ------- | ------- | ------- | ------- | ------- |
| 5       |         |         | 1       | 2       | 3       | 4       | 5       |
| 6       | 6       | 7       | 8       | 9       | 10      | 11      | 12      |
| 7       | 13      | 14      | 15      | 16      | 17      | 18      | 19      |
| 8       | 20      | 21      | 22      | 23      | 24      | 25      | 26      |
| 9       | 27      | 28      |         |         |         |         |         |

| März | März | März | März | März | März | März | März |
| Kw   | Mo   | Di   | Mi   | Do   | Fr   | Sa   | So   |
| ---- | ---- | ---- | ---- | ---- | ---- | ---- | ---- |
| 9    |      |      | 1    | 2    | 3    | 4    | 5    |
| 10   | 6    | 7    | 8    | 9    | 10   | 11   | 12   |
| 11   | 13   | 14   | 15   | 16   | 17   | 18   | 19   |
| 12   | 20   | 21   | 22   | 23   | 24   | 25   | 26   |
| 13   | 27   | 28   | 29   | 30   | 31   |      |      |

| April | April | April | April | April | April | April | April |
| Kw    | Mo    | Di    | Mi    | Do    | Fr    | Sa    | So    |
| ----- | ----- | ----- | ----- | ----- | ----- | ----- | ----- |
| 13    |       |       |       |       |       | 1     | 2     |
| 14    | 3     | 4     | 5     | 6     | 7     | 8     | 9     |
| 15    | 10    | 11    | 12    | 13    | 14    | 15    | 16    |
| 16    | 17    | 18    | 19    | 20    | 21    | 22    | 23    |
| 17    | 24    | 25    | 26    | 27    | 28    | 29    | 30    |

| Mai | Mai | Mai | Mai | Mai | Mai | Mai | Mai |
| Kw  | Mo  | Di  | Mi  | Do  | Fr  | Sa  | So  |
| --- | --- | --- | --- | --- | --- | --- | --- |
| 18  | 1   | 2   | 3   | 4   | 5   | 6   | 7   |
| 19  | 8   | 9   | 10  | 11  | 12  | 13  | 14  |
| 20  | 15  | 16  | 17  | 18  | 19  | 20  | 21  |
| 21  | 22  | 23  | 24  | 25  | 26  | 27  | 28  |
| 22  | 29  | 30  | 31  |     |     |     |     |

| Juni | Juni | Juni | Juni | Juni | Juni | Juni | Juni |
| Kw   | Mo   | Di   | Mi   | Do   | Fr   | Sa   | So   |
| ---- | ---- | ---- | ---- | ---- | ---- | ---- | ---- |
| 22   |      |      |      | 1    | 2    | 3    | 4    |
| 23   | 5    | 6    | 7    | 8    | 9    | 10   | 11   |
| 24   | 12   | 13   | 14   | 15   | 16   | 17   | 18   |
| 25   | 19   | 20   | 21   | 22   | 23   | 24   | 25   |
| 26   | 26   | 27   | 28   | 29   | 30   |      |      |

| Juli | Juli | Juli | Juli | Juli | Juli | Juli | Juli |
| Kw   | Mo   | Di   | Mi   | Do   | Fr   | Sa   | So   |
| ---- | ---- | ---- | ---- | ---- | ---- | ---- | ---- |
| 26   |      |      |      |      |      | 1    | 2    |
| 27   | 3    | 4    | 5    | 6    | 7    | 8    | 9    |
| 28   | 10   | 11   | 12   | 13   | 14   | 15   | 16   |
| 29   | 17   | 18   | 19   | 20   | 21   | 22   | 23   |
| 30   | 24   | 25   | 26   | 27   | 28   | 29   | 30   |
| 31   | 31   |      |      |      |      |      |      |

| August | August | August | August | August | August | August | August |
| Kw     | Mo     | Di     | Mi     | Do     | Fr     | Sa     | So     |
| ------ | ------ | ------ | ------ | ------ | ------ | ------ | ------ |
| 31     |        | 1      | 2      | 3      | 4      | 5      | 6      |
| 32     | 7      | 8      | 9      | 10     | 11     | 12     | 13     |
| 33     | 14     | 15     | 16     | 17     | 18     | 19     | 20     |
| 34     | 21     | 22     | 23     | 24     | 25     | 26     | 27     |
| 35     | 28     | 29     | 30     | 31     |        |        |        |

| September | September | September | September | September | September | September | September |
| Kw        | Mo        | Di        | Mi        | Do        | Fr        | Sa        | So        |
| --------- | --------- | --------- | --------- | --------- | --------- | --------- | --------- |
| 35        |           |           |           |           | 1         | 2         | 3         |
| 36        | 4         | 5         | 6         | 7         | 8         | 9         | 10        |
| 37        | 11        | 12        | 13        | 14        | 15        | 16        | 17        |
| 38        | 18        | 19        | 20        | 21        | 22        | 23        | 24        |
| 39        | 25        | 26        | 27        | 28        | 29        | 30        |           |

| Oktober | Oktober | Oktober | Oktober | Oktober | Oktober | Oktober | Oktober |
| Kw      | Mo      | Di      | Mi      | Do      | Fr      | Sa      | So      |
| ------- | ------- | ------- | ------- | ------- | ------- | ------- | ------- |
| 39      |         |         |         |         |         |         | 1       |
| 40      | 2       | 3       | 4       | 5       | 6       | 7       | 8       |
| 41      | 9       | 10      | 11      | 12      | 13      | 14      | 15      |
| 42      | 16      | 17      | 18      | 19      | 20      | 21      | 22      |
| 43      | 23      | 24      | 25      | 26      | 27      | 28      | 29      |
| 44      | 30      | 31      |         |         |         |         |         |

| November | November | November | November | November | November | November | November |
| Kw       | Mo       | Di       | Mi       | Do       | Fr       | Sa       | So       |
| -------- | -------- | -------- | -------- | -------- | -------- | -------- | -------- |
| 44       |          |          | 1        | 2        | 3        | 4        | 5        |
| 45       | 6        | 7        | 8        | 9        | 10       | 11       | 12       |
| 46       | 13       | 14       | 15       | 16       | 17       | 18       | 19       |
| 47       | 20       | 21       | 22       | 23       | 24       | 25       | 26       |
| 48       | 27       | 28       | 29       | 30       |          |          |          |

| Dezember | Dezember | Dezember | Dezember | Dezember | Dezember | Dezember | Dezember |
| Kw       | Mo       | Di       | Mi       | Do       | Fr       | Sa       | So       |
| -------- | -------- | -------- | -------- | -------- | -------- | -------- | -------- |
| 48       |          |          |          |          | 1        | 2        | 3        |
| 49       | 4        | 5        | 6        | 7        | 8        | 9        | 10       |
| 50       | 11       | 12       | 13       | 14       | 15       | 16       | 17       |
| 51       | 18       | 19       | 20       | 21       | 22       | 23       | 24       |
| 52       | 25       | 26       | 27       | 28       | 29       | 30       | 31       |

| Januar | Januar | Januar | Januar | Januar | Januar | Januar | Januar |
| Kw     | Mo     | Di     | Mi     | Do     | Fr     | Sa     | So     |
| ------ | ------ | ------ | ------ | ------ | ------ | ------ | ------ |
| 52     |        |        |        |        |        |        | 1      |
| 1      | 2      | 3      | 4      | 5      | 6      | 7      | 8      |
| 2      | 9      | 10     | 11     | 12     | 13     | 14     | 15     |
| 3      | 16     | 17     | 18     | 19     | 20     | 21     | 22     |
| 4      | 23     | 24     | 25     | 26     | 27     | 28     | 29     |
| 5      | 30     | 31     |        |        |        |        |        |

| Februar | Februar | Februar | Februar | Februar | Februar | Februar | Februar |
| Kw      | Mo      | Di      | Mi      | Do      | Fr      | Sa      | So      |
| ------- | ------- | ------- | ------- | ------- | ------- | ------- | ------- |
| 5       |         |         | 1       | 2       | 3       | 4       | 5       |
| 6       | 6       | 7       | 8       | 9       | 10      | 11      | 12      |
| 7       | 13      | 14      | 15      | 16      | 17      | 18      | 19      |
| 8       | 20      | 21      | 22      | 23      | 24      | 25      | 26      |
| 9       | 27      | 28      |         |         |         |         |         |

| März | März | März | März | März | März | März | März |
| Kw   | Mo   | Di   | Mi   | Do   | Fr   | Sa   | So   |
| ---- | ---- | ---- | ---- | ---- | ---- | ---- | ---- |
| 9    |      |      | 1    | 2    | 3    | 4    | 5    |
| 10   | 6    | 7    | 8    | 9    | 10   | 11   | 12   |
| 11   | 13   | 14   | 15   | 16   | 17   | 18   | 19   |
| 12   | 20   | 21   | 22   | 23   | 24   | 25   | 26   |
| 13   | 27   | 28   | 29   | 30   | 31   |      |      |

| April | April | April | April | April | April | April | April |
| Kw    | Mo    | Di    | Mi    | Do    | Fr    | Sa    | So    |
| ----- | ----- | ----- | ----- | ----- | ----- | ----- | ----- |
| 13    |       |       |       |       |       | 1     | 2     |
| 14    | 3     | 4     | 5     | 6     | 7     | 8     | 9     |
| 15    | 10    | 11    | 12    | 13    | 14    | 15    | 16    |
| 16    | 17    | 18    | 19    | 20    | 21    | 22    | 23    |
| 17    | 24    | 25    | 26    | 27    | 28    | 29    | 30    |

| Mai | Mai | Mai | Mai | Mai | Mai | Mai | Mai |
| Kw  | Mo  | Di  | Mi  | Do  | Fr  | Sa  | So  |
| --- | --- | --- | --- | --- | --- | --- | --- |
| 18  | 1   | 2   | 3   | 4   | 5   | 6   | 7   |
| 19  | 8   | 9   | 10  | 11  | 12  | 13  | 14  |
| 20  | 15  | 16  | 17  | 18  | 19  | 20  | 21  |
| 21  | 22  | 23  | 24  | 25  | 26  | 27  | 28  |
| 22  | 29  | 30  | 31  |     |     |     |     |

| Juni | Juni | Juni | Juni | Juni | Juni | Juni | Juni |
| Kw   | Mo   | Di   | Mi   | Do   | Fr   | Sa   | So   |
| ---- | ---- | ---- | ---- | ---- | ---- | ---- | ---- |
| 22   |      |      |      | 1    | 2    | 3    | 4    |
| 23   | 5    | 6    | 7    | 8    | 9    | 10   | 11   |
| 24   | 12   | 13   | 14   | 15   | 16   | 17   | 18   |
| 25   | 19   | 20   | 21   | 22   | 23   | 24   | 25   |
| 26   | 26   | 27   | 28   | 29   | 30   |      |      |

| Juli | Juli | Juli | Juli | Juli | Juli | Juli | Juli |
| Kw   | Mo   | Di   | Mi   | Do   | Fr   | Sa   | So   |
| ---- | ---- | ---- | ---- | ---- | ---- | ---- | ---- |
| 26   |      |      |      |      |      | 1    | 2    |
| 27   | 3    | 4    | 5    | 6    | 7    | 8    | 9    |
| 28   | 10   | 11   | 12   | 13   | 14   | 15   | 16   |
| 29   | 17   | 18   | 19   | 20   | 21   | 22   | 23   |
| 30   | 24   | 25   | 26   | 27   | 28   | 29   | 30   |
| 31   | 31   |      |      |      |      |      |      |

| August | August | August | August | August | August | August | August |
| Kw     | Mo     | Di     | Mi     | Do     | Fr     | Sa     | So     |
| ------ | ------ | ------ | ------ | ------ | ------ | ------ | ------ |
| 31     |        | 1      | 2      | 3      | 4      | 5      | 6      |
| 32     | 7      | 8      | 9      | 10     | 11     | 12     | 13     |
| 33     | 14     | 15     | 16     | 17     | 18     | 19     | 20     |
| 34     | 21     | 22     | 23     | 24     | 25     | 26     | 27     |
| 35     | 28     | 29     | 30     | 31     |        |        |        |

| September | September | September | September | September | September | September | September |
| Kw        | Mo        | Di        | Mi        | Do        | Fr        | Sa        | So        |
| --------- | --------- | --------- | --------- | --------- | --------- | --------- | --------- |
| 35        |           |           |           |           | 1         | 2         | 3         |
| 36        | 4         | 5         | 6         | 7         | 8         | 9         | 10        |
| 37        | 11        | 12        | 13        | 14        | 15        | 16        | 17        |
| 38        | 18        | 19        | 20        | 21        | 22        | 23        | 24        |
| 39        | 25        | 26        | 27        | 28        | 29        | 30        |           |

| Oktober | Oktober | Oktober | Oktober | Oktober | Oktober | Oktober | Oktober |
| Kw      | Mo      | Di      | Mi      | Do      | Fr      | Sa      | So      |
| ------- | ------- | ------- | ------- | ------- | ------- | ------- | ------- |
| 39      |         |         |         |         |         |         | 1       |
| 40      | 2       | 3       | 4       | 5       | 6       | 7       | 8       |
| 41      | 9       | 10      | 11      | 12      | 13      | 14      | 15      |
| 42      | 16      | 17      | 18      | 19      | 20      | 21      | 22      |
| 43      | 23      | 24      | 25      | 26      | 27      | 28      | 29      |
| 44      | 30      | 31      |         |         |         |         |         |

| November | November | November | November | November | November | November | November |
| Kw       | Mo       | Di       | Mi       | Do       | Fr       | Sa       | So       |
| -------- | -------- | -------- | -------- | -------- | -------- | -------- | -------- |
| 44       |          |          | 1        | 2        | 3        | 4        | 5        |
| 45       | 6        | 7        | 8        | 9        | 10       | 11       | 12       |
| 46       | 13       | 14       | 15       | 16       | 17       | 18       | 19       |
| 47       | 20       | 21       | 22       | 23       | 24       | 25       | 26       |
| 48       | 27       | 28       | 29       | 30       |          |          |          |

| Dezember | Dezember | Dezember | Dezember | Dezember | Dezember | Dezember | Dezember |
| Kw       | Mo       | Di       | Mi       | Do       | Fr       | Sa       | So       |
| -------- | -------- | -------- | -------- | -------- | -------- | -------- | -------- |
| 48       |          |          |          |          | 1        | 2        | 3        |
| 49       | 4        | 5        | 6        | 7        | 8        | 9        | 10       |
| 50       | 11       | 12       | 13       | 14       | 15       | 16       | 17       |
| 51       | 18       | 19       | 20       | 21       | 22       | 23       | 24       |
| 52       | 25       | 26       | 27       | 28       | 29       | 30       | 31       |

## Ereignisse

### Politik und Weltgeschehen

#### Frankreich

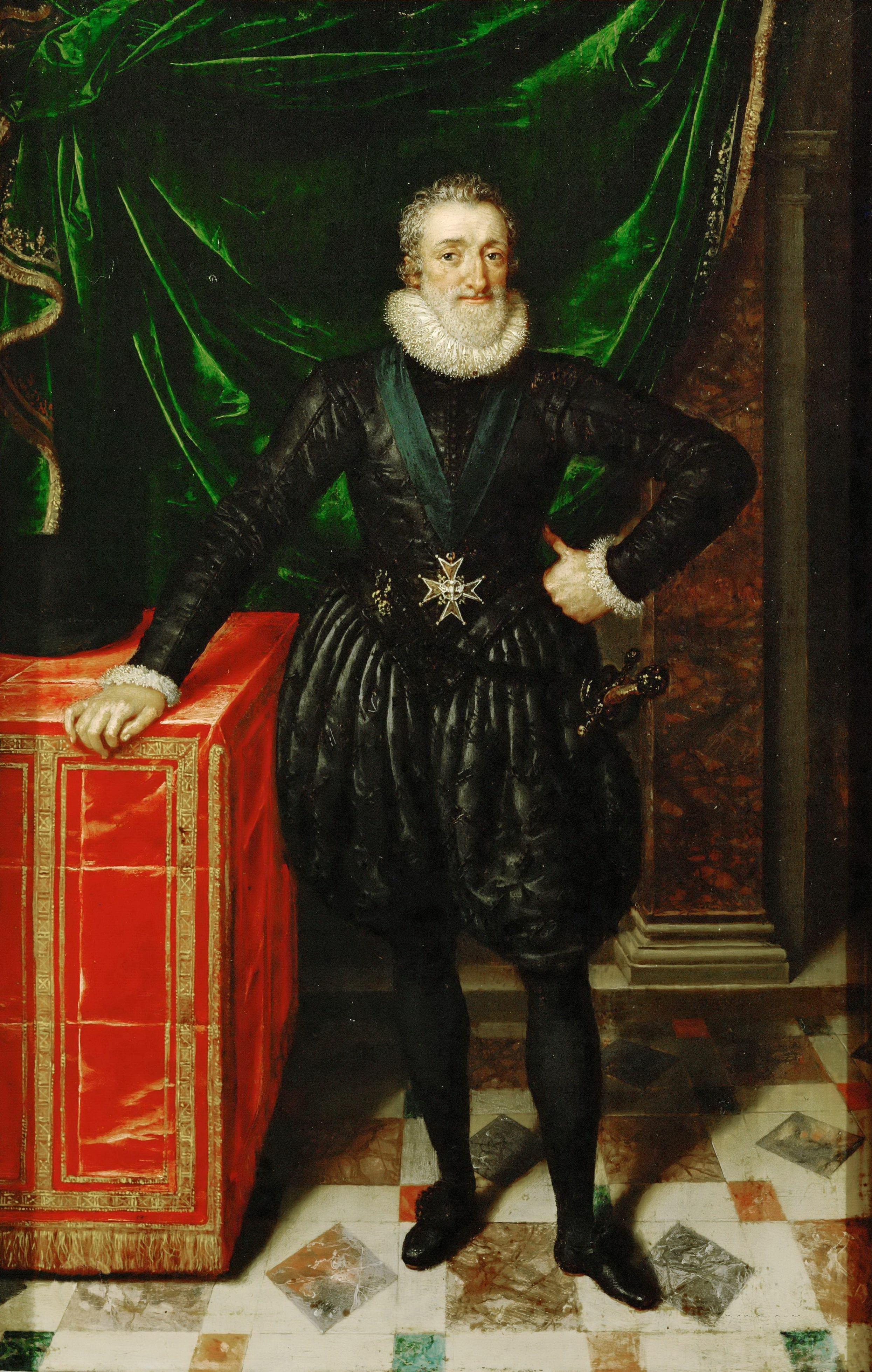
Heinrich von Navarra

- 30. April: König Heinrich III. und sein Schwager, der Hugenottenführer Heinrich von Navarra besiegeln nach längeren vorausgegangenen Verhandlungen unter dem Applaus des kriegsmüden Volkes ihre Versöhnung durch eine Begegnung im Park von Schloss Plessis-lès-Tours.
- 1. August: Der Dominikaner Jacques Clément sticht mit einem Messer auf den französischen König Heinrich III. ein. Der Attentäter wird von den herbeieilenden Wachen umgebracht, der König ringt mit dem Tod.
- 2. August: Frankreichs König Heinrich III. stirbt an den am Tag zuvor erlittenen Attentatsverletzungen. Damit endet die Dynastie Valois, die Bourbonen kommen mit Heinrich von Navarra im folgenden Jahr an die Macht.
- 5. August: Der Führer der Katholischen Liga, Charles II. de Lorraine, duc de Mayenne, proklamiert Charles de Bourbon unter dem Namen Karl X. zum neuen französischen König, um zu verhindern, dass dessen hugenottischer Neffe Heinrich von Navarra den Thron besteigt.

#### Englisch-Spanischer Krieg
Als Antwort auf den spanischen Eroberungsversuch im Vorjahr entsendet die englische Königin Elisabeth I. die Englische Armada unter der Leitung von Admiral Sir Francis Drake und General Sir John Norreys an die iberische Küste mit dem Auftrag, spanische Kriegsschiffe aufzuspüren und zu versenken, die portugiesischen Rebellen um den Thronprätendenten António von Crato aus einer außerehelichen Seitenlinie des 1580 ausgestorbenen Hauses Avis zu unterstützen und die Azoren zu erobern. Die Expedition endet unter schweren eigenen Verlusten, ohne die gesetzten Ziele zu erreichen. Der Angriff auf die Hafenstadt La Coruña wird abgewehrt und Lissabon bleibt fest in spanischer Hand. Die Plünderung der zur Inselgruppe Madeira gehörenden Insel Porto Santo bleibt die einzige erfolgreiche Unternehmung Drakes.

#### Schottland / Skandinavien
In einer Trauung per Stellvertreter heiratet am 20. August nach lutherischen Ritus auf Schloss Kronborg in Dänemark der schottische König Jakob VI. Prinzessin Anna von Dänemark und Norwegen. Die Stelle des abwesenden Bräutigams nimmt Lord Keith ein. Die homosexuellen Neigungen ihres Gemahls werden der Braut verheimlicht. Knapp zwei Wochen später reist Anna nach Schottland, muss wegen schlechten Wetters aber nach Norwegen abdrehen. Die Hochzeit, bei der die Brautleute einander zum ersten Mal persönlich sehen, findet schließlich am 23. November in Oslo statt.

### Wirtschaft
- 27. September: In München wird der Bau des Hofbräuhaus am Platzl in Auftrag gegeben. Bayerns Herzog Wilhelm V. lässt das Gebäude der im gleichen Jahr gegründeten Brauerei Hofbräu München für den Bierbedarf des Wittelsbacher Hofes und seiner Bediensteten errichten. Mit der Produktion von Braunbier sollen die Ausgaben des Hofes gesenkt werden, da das Bier bislang kostspielig aus der niedersächsischen Hansestadt Einbeck importiert oder von privaten Brauereien gekauft werden musste.

### Wissenschaft und Technik
- David Fabricius fertigt unter dem Titel Nie und warhafftige Beschrivinge des Ostfreslandes die erste in Ostfriesland gedruckte Ostfrieslandkarte.

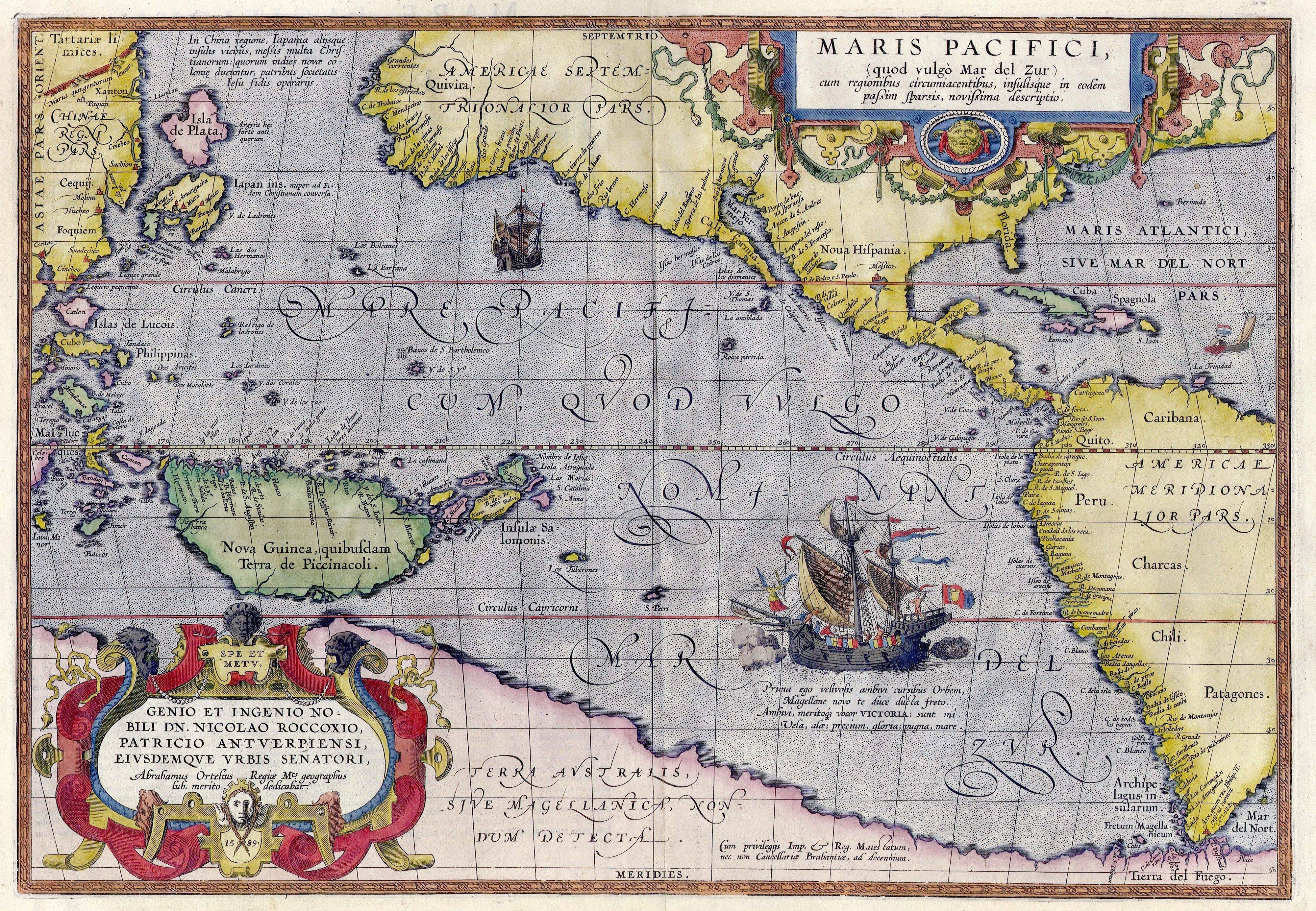
Maris Pacifici

- Abraham Ortelius zeichnet die Karte Maris Pacifici, die erste gedruckte Karte des Pazifiks.
- Das Gymnasium am Münsterplatz in Basel wird gegründet.

### Kultur

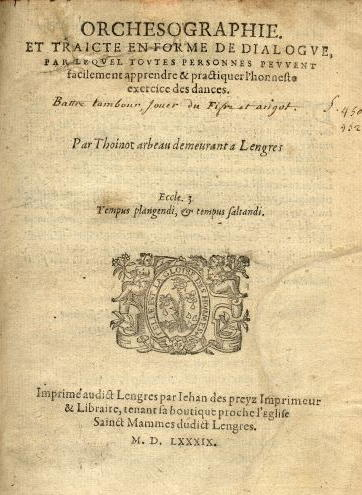
Titelbild der Orchésographie, Ausgabe 1589

- Der französische Priester Jehan Tabourot veröffentlicht unter dem Pseudonym Thoinot Arbeau, einem Anagramm seines Namens, das Werk Orchésographie et traité en forme de dialogue, par lequel toutes personnes peuvent facilement apprendre et pratiquer l’honneste exercice des dances über die Tänze seiner Zeit.

### Gesellschaft
Der kurfürstliche Rat in Trier, Dietrich Flade, wird am 22. April auf Betreiben von Weihbischof Peter Binsfeld unter dem Vorwurf der Hexerei verhaftet. Am 18. September wird er zum Feuertod verurteilt und am gleichen Tag hingerichtet.

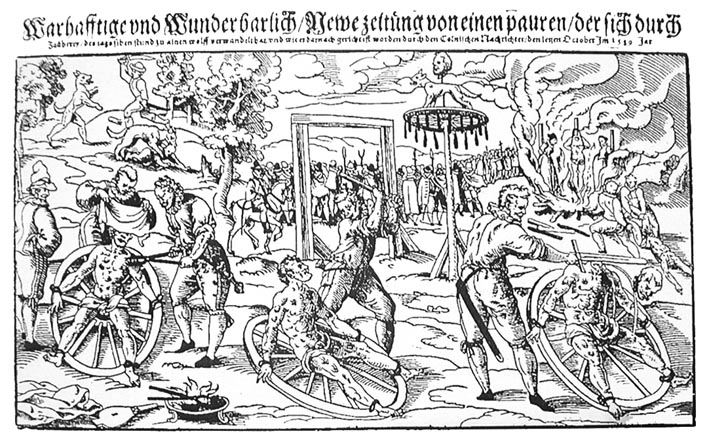
Hinrichtung Peter Stumps

Der vermutlich geisteskranke Peter Stump wird von der Gerichtsbarkeit in Bedburg am 28. Oktober schuldig gesprochen, in Gestalt eines Werwolfes mindestens 16 Morde, Vergewaltigungen sowie Inzest begangen zu haben. Des Weiteren werden ihm Zauberei und das Zusammenleben mit einer „Teufelin“ vorgeworfen. Wenige Tage später wird er durch Rädern und Enthauptung hingerichtet. Der Fall findet in ganz Europa Beachtung. Nach Stump heißen Werwölfe im Rheinland bis heute Stüpp.
Die bis 1591 dauernden Hexenprozesse in der Grafschaft Werdenfels beginnen. Dabei werden insgesamt 127 Menschen der Hexerei bezichtigt, von denen im Laufe der drei Jahre 48 hingerichtet werden und drei weitere in der Haft zu Tode kommen.

### Religion
- Jove wird erster Patriarch von Moskau.

## Historische Karten und Ansichten

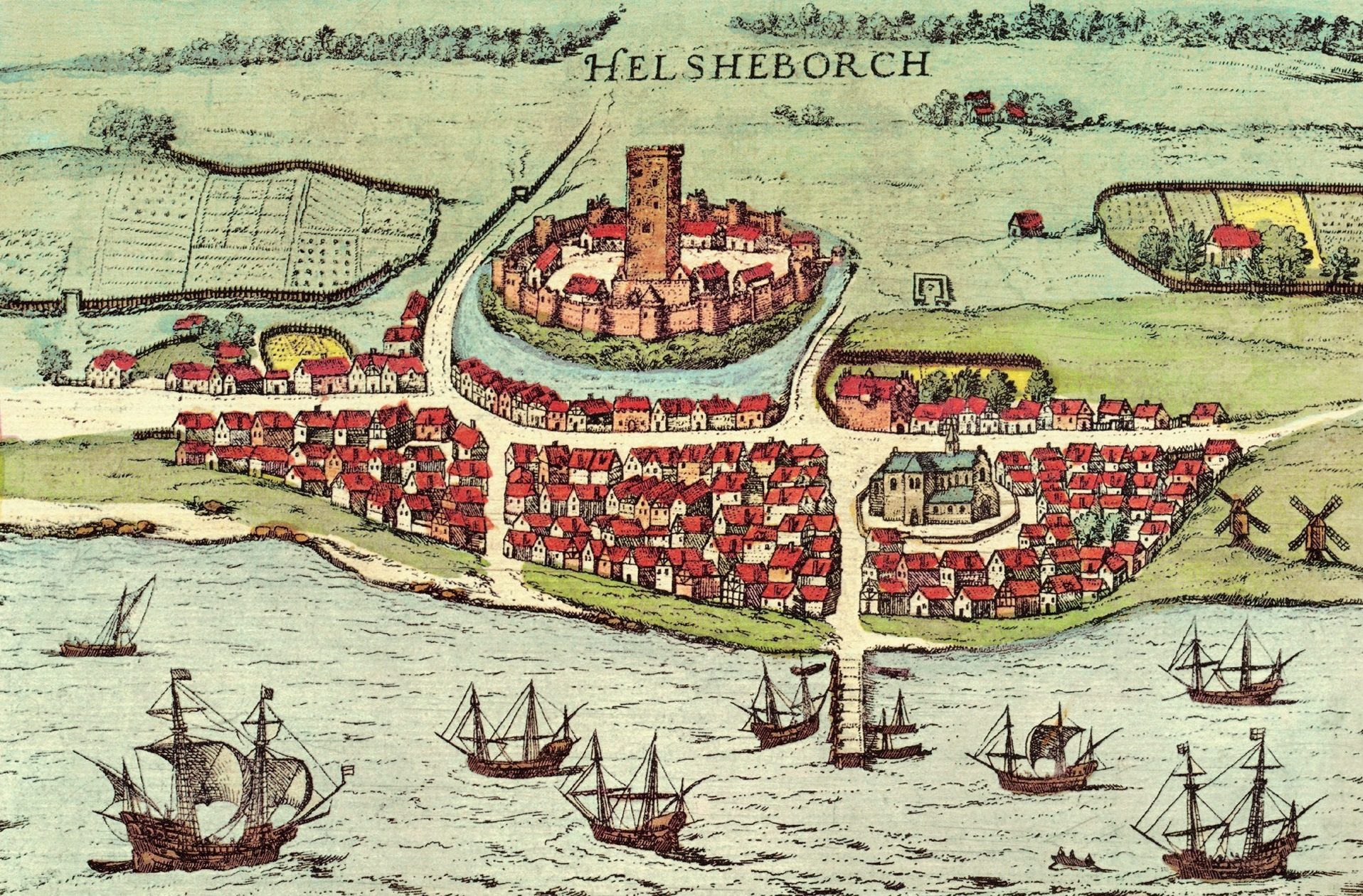
Georg Braun: Helsingborg 1589

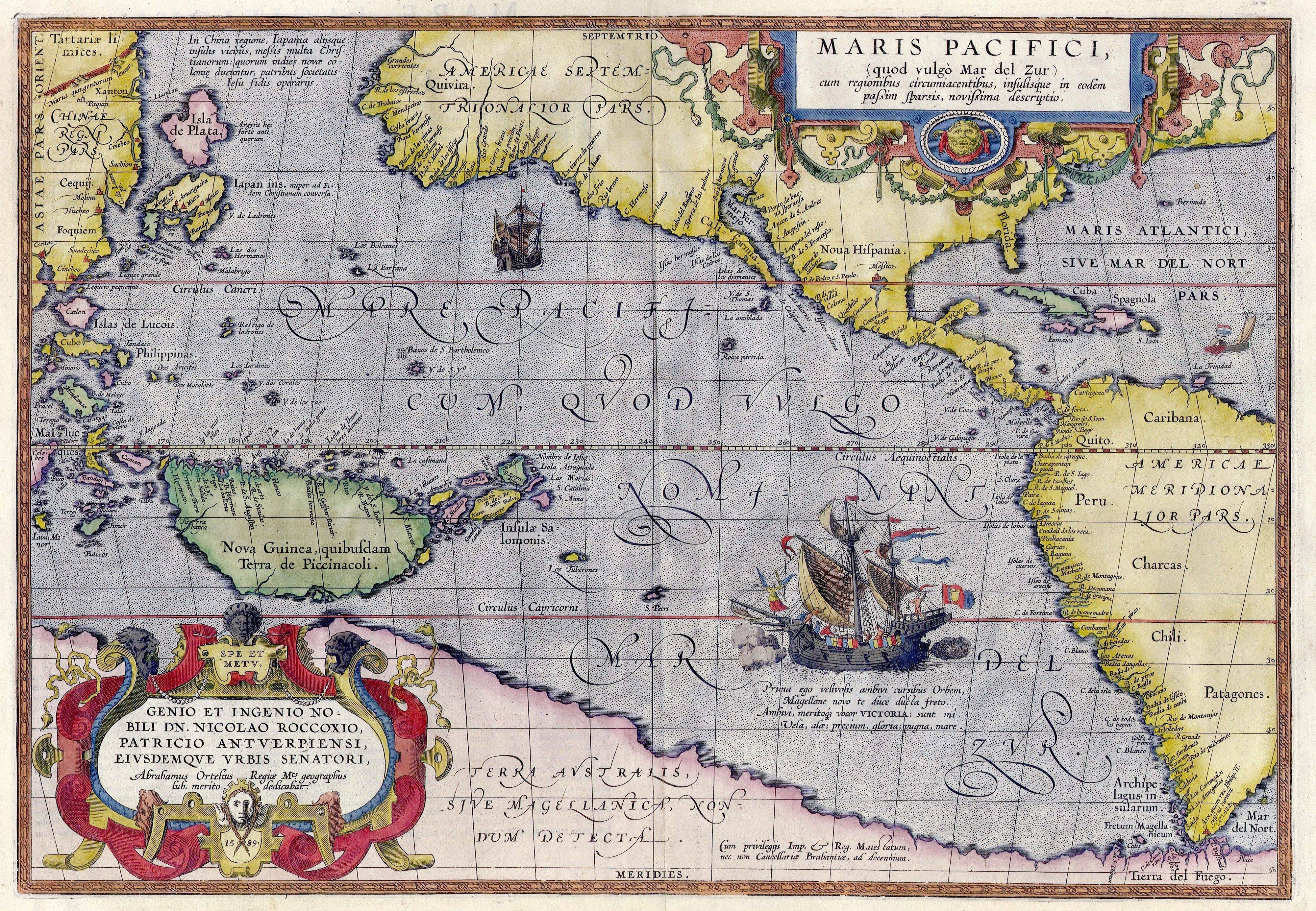
Abraham Ortelius: Karte des Pazifik

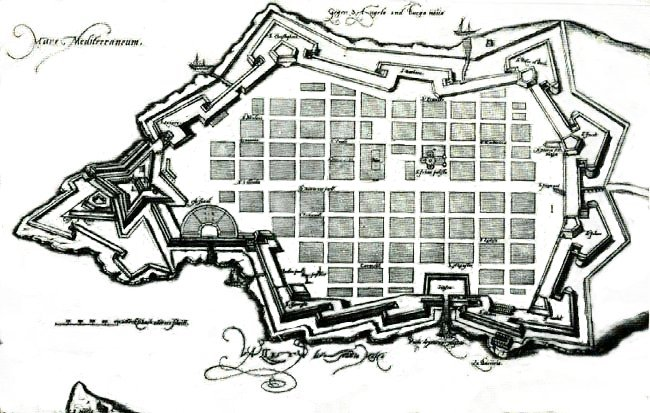
Valletta 1589

## Geboren

### Geburtsdatum gesichert
- 08. Januar: Ivan Gundulić, kroatischer Adliger und Schriftsteller des Barock aus Dubrovnik, Republik Ragusa († 1638)
- 07. Februar: Jacob de Witt, Stadtregent und Bürgermeister von Dordrecht († 1674)
- 08. Februar: Peter Melander von Holzappel, Oberbefehlshaber der kaiserlich-ligistischen Truppen von 1647 bis zu seinem Tode († 1648)
- 28. Februar: Maarten Gerritszoon de Vries, niederländischer Seefahrer und Entdecker († 1647)
- 03. März: Gisbert Voetius, niederländischer reformierter Theologe († 1676)
- 28. März: Richard Sackville, 3. Earl of Dorset, englischer Adeliger und Staatsmann († 1624)
- 17. April: Martin Zeiller, deutscher Kompilations- und Reiseschriftsteller († 1661)
- 18. April: Johann von Schweden, Herzog von Östergötland und Finnland  († 1618)
- 20. April: Johann Kasimir von Pfalz-Zweibrücken-Kleeburg, Pfalzgraf in schwedischen Diensten, Vater von Karl X., König von Schweden († 1652)
- 28. April: Margarete von Savoyen, Herzogin von Mantua und Montferrat, spanische Vizekönigin von Portugal († 1655)
- 01. Mai: Alessandro Spinola, Doge der Republik Genua († 1676)
- 04. Juli: Elisabeth Sophie von Brandenburg, Fürstin von Radziwiłł und Herzogin von Sachsen-Lauenburg († 1629)
- 12. August: Domenico Fiasella, italienischer Maler († 1669)
- 12. August: Ulrich von Pommern, evangelischer Bischof von Cammin und (nicht-regierender) Herzog von Pommern († 1622)
- 01. September: Giovanni Pesaro, 103. Doge von Venedig († 1659)
- 07. September: August von Sachsen, Verweser des Bistums Naumburg († 1615)
- 28. September: Daniel Stahl, deutscher Philosoph († 1654)
- 30. November: Andreas Brunner, bayerischer Jesuit und Geschichtsschreiber († 1650)
- 18. Dezember: Christoph Neander, Kreuzkantor in Dresden († 1625)
- 20. Dezember: Antonius Aemilius, deutscher Historiker und Philosoph († 1660)

### Genaues Geburtsdatum unbekannt
- Abu al-Hasan, Miniaturmaler des indischen Mogulreiches († um 1630)
- Quirinus Cubach, deutscher Historiker, Jurist und Poet († 1624)
- James Hamilton, 2. Marquess of Hamilton, schottischer Adeliger († 1625)
- Caterina Martinelli, italienische Sängerin († 1608)
- Teresa Sampsonia, iranisch-englische Adlige († 1668)

### Geboren um 1589
- Clara Peeters, flämische Malerin († 1658)

## Gestorben

### Erstes Halbjahr
- 05. Januar: Katharina von Medici, Königin von Frankreich, Gattin eines Regenten der Valois-Dynastie und Mutter von neun Kindern (* 1519)
- 14. Januar: Francis Kett, englischer Arzt (* um 1547)
- 18. Januar: Magnus Heinason, färöischer Seeheld (* 1545)
- 02. Februar: Andreas Dudith, ungarischer Humanist und Diplomat (* 1533)
- 06. Februar: Zacharias von Neuhaus, Oberstkämmerer und Landeshauptmann von Mähren (* 1527)
- 18. Februar: Tilemann Stella, deutscher Bibliothekar, Mathematiker, Geometer, Kartograf und Astronom (* 1525)
- 02. März: Alessandro Farnese, italienischer Kardinal (* 1520)
- 03. März: Johannes Sturm, deutscher Humanist, Philologe, Pädagoge und Schulreformer (* 1507)
- 19. März: Heo Chohui, koreanische Dichterin, Schriftstellerin, Malerin und Künstlerin (* 1563)
- 23. März: Martin Cromer, polnischer Geschichtsschreiber, Theologe und Bischof (* 1512)
- 04. April: Benedikt der Mohr, katholischer Heiliger (* 1526)
- 10. April: Margareta von Chlum, Äbtissin des Stiftes Gandersheim (* vor 1531)
- 03. Mai: Julius, Herzog zu Braunschweig-Lüneburg, Fürst von Braunschweig-Wolfenbüttel (* 1528)
- 09. Mai: Paulo Dias de Novais, portugiesischer Entdecker (* um 1510)
- 14. Mai: William Cooke, englischer Politiker (* um 1537)
- 18. Mai: Charles II., Herr von Monaco (* 1555)
- 20. Mai: Anna Maria, Prinzessin von Brandenburg-Ansbach und Herzogin von Württemberg (* 1526)

### Zweites Halbjahr
- 01. Juli: Christoffel Plantijn, französisch-flämischer Buchdrucker und Verleger (* um 1520)
- 06. Juli: Christoph Schlattl, Bischof von Chiemsee
- 27. Juli: Dirck Jansz Graeff, Amsterdamer Großhändler, Reeder und Bürgermeister (* 1532)
- 29. Juli: Anna Maria, Pfalzgräfin von Simmern, Prinzessin von der Pfalz und schwedische Kronprinzessin (* 1561)
- 01. August: Jacques Clément, französischer Dominikaner, Mörder des französischen Königs Heinrich III. (* 1567)

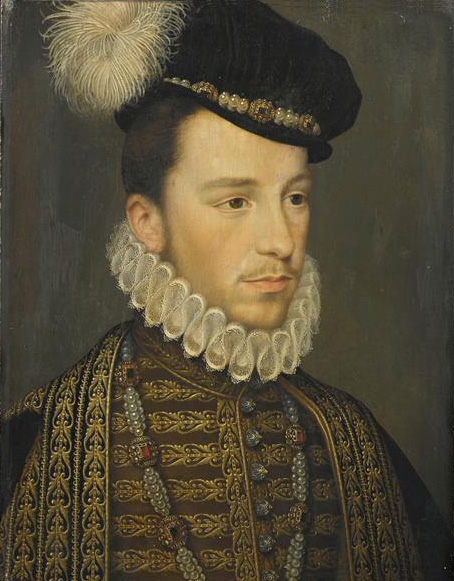
Heinrich III., 1570

- 02. August: Heinrich III., König von Frankreich und König von Polen (* 1551)
- 31. August: Jurij Dalmatin, Reformator und Übersetzer der Bibel ins Slowenische (* 1547)
- 18. September: Dietrich Flade, Richter und Opfer der Hexenprozesse in Trier (* 1534)
- 09. Oktober: Friedrich Pensold, deutscher Philologe und Physiker (* 1530)
- 15. Oktober: Jacopo Zabarella, italienischer Philosoph (* 1533)
- 31. Oktober: Peter Stump, Opfer der Hexenverfolgung in Bedburg (* 1525)
- 14. November: Philipp Apian, Kartograph von Bayern (* 1531)
- 26. November: Heinrich Moller, deutscher evangelischer Theologe (* 1530)
- 26. November: David Voit, deutscher evangelischer Theologe (* 1530)
- 16. Dezember: Michael Bajus, einer der bedeutendsten Theologen der katholischen Kirche im 16. Jahrhundert (* 1513)

### Genaues Todesdatum unbekannt
- Marcin Lwówczyk, polnischer Komponist (* um 1540)
- Philothea von Athen, orthodoxe Heilige und Stadtpatronin von Athen (* 1522)
- Francesco Torniello, Mailänder Typograf, Schriftsteller und Franziskaner, Pionier der mathematischen Typografie (* um 1490)